# Schwarzflügel-Monarch
Der Schwarzflügel-Monarch (Monarcha frater) ist ein Vogel aus der Familie der Monarchen (Monarchidae). Er kommt im Nordosten Australiens und auf Neuguinea vor.
Die IUCN stuft die Bestandssituation dieser Art als ungefährdet (least concern) ein. Es werden mehrere Unterarten unterschieden.

## Merkmale

### Körperbau
Der Schwarzflügel-Monarch erreicht eine Körperlänge von rund 18 cm, wovon 6,6 bis 7,8 Zentimeter auf den Schwanz entfallen. Der Schnabel ist 20,3 mm lang. Der Schwarzflügel-Monarch hat eine Flügellänge von 71–82 mm und eine Flügelspannweite von durchschnittlich 21 Zentimetern. Das Gewicht liegt zwischen 19 und 27 g. Ein auffälliger Geschlechtsdimorphismus ist nicht vorhanden. Das Weibchen ist lediglich auf der Körperoberseite etwas dunkler und auf der Körperunterseite etwas blasser als das Männchen. Der geringe Farbunterschied fällt nur auf, wenn beide Geschlechter gleichzeitig beobachtet werden können.

### Adulte Vögel
Der Kopf, Hals und die Brust sind blass perlgrau, davon hebt sich eine schwarze Gesichtsmaske ab, die sich von der Stirn über die Zügel, das Kinn und die obere Kehle ausdehnt. Ein hellgrauer Federring umfasst den schmalen schwarzen Orbitalring. Die übrige Körperoberseite ist blass perlgrau. Einige Individuen haben jedoch eine auffällige schwarze Strichelung auf den Oberschwanzdecken. Die gefalteten Flügel sind überwiegend schwarzbraun.
Die Brust ist hellgrau, der Bauch und die Flanken sind orangebraun. Der Bürzel und die Unterschwanzdecken sind von einem etwas helleren Orangebraun. Der Schnabel ist blass blaugrau mit einer weißen Schnabelspitze und weißen Schnabelscheiden. Die Iris ist dunkelbraun, die Füße und Beine sind dunkel blaugrau.

### Verwechslungsmöglichkeiten
Eine größere Ähnlichkeit mit dem Schwarzflügel-Monarch besteht nur mit dem Maskenmonarch. Von diesem lässt sich der Schwarzflügel-Monarch durch seine dunkleren Flügel und die hellere Körperoberseite unterscheiden. Der Maskenmonarch ist dagegen auf Körperoberseite und auf der Vorderbrust dunkel blaugrau.

## Verbreitungsgebiet und Lebensraum
Der Schwarzflügel-Monarch ist in den Gebirgen Neuguineas und im äußersten Nordosten Australiens ein weit verbreiteter und häufiger Vogel. Das australische Verbreitungsgebiet ist auf Insel in der Torres-Straße und auf die Kap-York-Halbinsel begrenzt.
Das Zugverhalten des Schwarzflügel-Monarchen ist bislang noch wenig erforscht. Die australische Population, die auf der Kap-York-Halbinsel brütet, ziehen im Winterhalbjahr weg. Die Überwinterungsgründe sind bislang jedoch noch nicht bekannt. Die Brutpopulationen auf Neuguinea dagegen gelten als Standvögel.
Der Lebensraum des Schwarzflügel-Monarchen ist überwiegend Regenwald. Er kommt jedoch auch in etwas offeneren Eukalyptus-Wäldern vor. Auf Neuguinea reicht die Höhenverbreitung von 550 bis 1550 Höhenmeter. Vereinzelt wird der Schwarzflügel-Monarch jedoch dort auch in den Tiefebenen gesichtet.

## Lebensweise
Der Schwarzflügel-Monarch ist ein Insektenfresser. Ob er zusätzlich wie der Maskenmonarch kleine Wirbeltiere, Samen und Früchte frisst, ist bislang nicht geklärt.
Die Fortpflanzungsbiologie ist bislang noch nicht abschließend untersucht. Er brütet möglicherweise im Zeitraum von Oktober bis Januar. Das Nest hat eine weinglasähnliche Form und wird aus feinen Rindenstreifen, feinen Ranken, Gras und Spinnweben gebaut. Das Gelege besteht aus zwei bis drei Eiern. Über die Brutzeit und die Nestlingszeit liegen bislang keine Informationen vor.